# Miedniewice-Kolonia
Miedniewice-Kolonia – część wsi Miedniewice położona  w Polsce, w województwie mazowieckim, w powiecie żyrardowskim, w gminie Wiskitki.
W latach 1975–1998 miejscowość należała administracyjnie do województwa skierniewickiego.